# Elezioni federali in Canada del 2000
Le elezioni federali in Canada del 2000 si tennero il 27 novembre per il rinnovo della Camera dei comuni.

## Risultati
| Liste                                             | Voti       | %     | Seggi |
| ------------------------------------------------- | ---------- | ----- | ----- |
| Partito Liberale del Canada                       | 5 252 031  | 40,85 | 172   |
| Alleanza Canadese                                 | 3 276 929  | 25,49 | 66    |
| Partito Conservatore Progressista del Canada      | 1 566 998  | 12,19 | 12    |
| Blocco del Québec                                 | 1 377 727  | 10,72 | 38    |
| Nuovo Partito Democratico                         | 1 093 868  | 8,51  | 13    |
| Partito Verde del Canada                          | 104 402    | 0,81  | –     |
| Partito Marijuana                                 | 66 258     | 0,52  | –     |
| Partito d'Azione Canadese                         | 66 258     | 0,52  | –     |
| Partito della Legge Naturale del Canada           | 16 577     | 0,13  | –     |
| Partito Comunista del Canada (Marxista-Leninista) | 12 068     | 0,09  | –     |
| Partito Comunista del Canada                      | 8 776      | 0,07  | –     |
| Indipendenti                                      | 17 445     | 0,14  | –     |
| Altri                                             | 37 591     | 0,29  | –     |
| Totale                                            | 12 857 773 | 100   | 301   |